# Вилмош Зомбори
Вилмош Зомбори (рум. Vilmos Zombori; Темишвар, 11. јануар 1906 — 17. јануар 1993) био је румунски фудбалер који је играо на позицији голмана. Био је познат и као Вилијам Зомбори.

## Биографија
На клупском нивоу, каријеру је провео у првој румунској лиги са Чинезулом и Рипенсијом из Темишвара.
Са фудбалском репрезентацијом Румуније, изабран је од стране заједничких тренера Јозефа Уридила и Радулескуа да игра на Светском првенству у Италији 1934. године. Током овог такмичења, тим је елиминисан у првом колу, након пораза од Чехословачке резултатом 2 : 1.

## Рекорд
Од 5. септембра 2010. држи рекорд по броју голова које је постигао голман у Првој лиги Румуније, са укупно 5. 

## Трофеји
Чинезул Темишвар
- Прва лига Румуније у фудбалу (1): 1926–27

Рипензија Темишвар
- Прва лига Румуније у фудбалу (4): 1932–33, 1934–35, 1935–36, 1937–38
- Куп Румуније у фудбалу (2): 1933–34, 1935–36